# Bagnolet
Bagnolet ist eine französische Stadt mit 41.776 Einwohnern (Stand 1. Januar 2022) im Département Seine-Saint-Denis. Sie grenzt östlich an die Hauptstadt Paris an.
Ihre Einwohner nennen sich Bagnoletais.

## Geschichte
Erstmals wurde der Ort im Jahr 1255 als „Balneolum“ (Lateinisch für 'kleines Badehaus') erwähnt.
Am  1. Januar 1860 wurde die Stadt Paris erweitert, indem die angrenzenden Gemeinden angegliedert wurden. Dabei wurde ein Teil der Gemeinde Bagnolet zu Paris eingemeindet. Gleichzeitig wurde die Gemeinde Charonne aufgelöst und zwischen Paris, Bagnolet und Montreuil aufgeteilt. Bagnolet erhielt einen kleinen Teil des Gebiets von Charonne.

## Wirtschaft
Bagnolet ist Hauptsitz des Akkumulator-Spezialisten Saft S.A. und des Herstellers von Lederpflegemitteln Renapur SA.

## Verkehr
Als Grenzstadt zu Paris ist Bagnolet an den Boulevard périphérique angeschlossen. Die Autoroute A3 zweigt hier vom Périphérique ab und durchschneidet Bagnolet. Die Stadt ist außerdem durch die Station Gallieni an das Métro-Netz von Paris angeschlossen. Der Busbahnhof Paris-Gallieni liegt auf dem Gebiet der Gemeinde Bagnolet.

## Städtepartnerschaften
Die Gemeinde Bagnolet unterhält fünf Städtepartnerschaften mit folgenden Gemeinden:
- Sesto Fiorentino, Italien, seit 1962
- Oranienburg, Deutschland, seit 1964
- Chatila, palästinensisches Flüchtlingslager bei Beirut, Libanon, seit 2002
- Massala, Mali, seit 2003
- Akbou, in der Kabylei, Algerien, seit 2006

Eine enge Partnerschaft verbindet auch die Gemeinde mit Le Robert auf der Insel Martinique.

## Sehenswürdigkeiten
- Kirche Saint-Leu-Saint-Gilles (Monument historique)
- Château de l’Étang
- Hôtel de Ville, erbaut 1881
- Parc Jean-Moulin – Les Guilands, Park

## Persönlichkeiten
- Linda Naeff (1926–2014), Malerin und Bildhauerin
- Alexis Manenti (* 1982), Filmschauspieler und Drehbuchautor
- David Mokwa (* 2004), französisch-kamerunischer Fußballspieler